# Chrodoara d'Amay
 (juillet 2024).
 (novembre 2021).
La mise en forme du texte ne suit pas les recommandations de Wikipédia : il faut le « wikifier ».
Les points d'amélioration suivants sont les cas les plus fréquents. Le détail des points à revoir est peut-être précisé sur la page de discussion.
- Les titres sont pré-formatés par le logiciel. Ils ne sont ni en capitales, ni en gras.
- Le texte ne doit pas être écrit en capitales (les noms de famille non plus), ni en gras, ni en italique, ni en « petit »…
- Le gras n'est utilisé que pour surligner le titre de l'article dans l'introduction, une seule fois.
- L'italique est rarement utilisé : mots en langue étrangère, titres d'œuvres, noms de bateaux, etc.
- Les citations ne sont pas en italique mais en corps de texte normal. Elles sont entourées par des guillemets français : « et ».
- Les listes à puces sont à éviter, des paragraphes rédigés étant largement préférés. Les tableaux sont à réserver à la présentation de données structurées (résultats, etc.).
- Les appels de note de bas de page (petits chiffres en exposant, introduits par l'outil «  Source ») sont à placer entre la fin de phrase et le point final[comme ça].
- Les liens internes (vers d'autres articles de Wikipédia) sont à choisir avec parcimonie. Créez des liens vers des articles approfondissant le sujet. Les termes génériques sans rapport avec le sujet sont à éviter, ainsi que les répétitions de liens vers un même terme.
- Les liens externes sont à placer uniquement dans une section « Liens externes », à la fin de l'article. Ces liens sont à choisir avec parcimonie suivant les règles définies. Si un lien sert de source à l'article, son insertion dans le texte est à faire par les notes de bas de page.
- La présentation des références doit suivre les conventions bibliographiques. Il est recommandé d'utiliser les modèles {{Ouvrage}}, {{Chapitre}}, {{Article}}, {{Lien web}} et/ou {{Bibliographie}}. Le mode d'édition visuel peut mettre en forme automatiquement les références.
- Insérer une infobox (cadre d'informations à droite) n'est pas obligatoire pour parachever la mise en page.

Pour une aide détaillée, merci de consulter Aide:Wikification.
Si vous pensez que ces points ont été résolus, vous pouvez retirer ce bandeau et améliorer la mise en forme d'un autre article.
Sainte Chrodoara est le nom inscrit sur un sarcophage retrouvé en 1977 dans les fondations de l'église Saint-Georges et Sainte-Ode d'Amay. Chrodoara est identifiée avec sainte Ode d'Amay, ainsi nommée à partir du XIe siècle.
C’est l’une des œuvres archéologiques les plus spectaculaires du haut Moyen Âge conservées en Europe. Il s’agit en effet d’un des rares sarcophages à figure humaine de l’époque mérovingienne. Ce sarcophage a acquis une grande notoriété dans le domaine scientifique de l’histoire de l’art et de l’archéologie du haut Moyen Âge.
Ce sarcophage suscite cependant encore aujourd’hui de nombreuses interrogations et hypothèses des historiens, historiens de l’art et autres spécialistes internationaux.

## Découverte

### Fouilles
Le 22 janvier 1977, des fouilles réalisées dans la collégiale Saint-Georges-et-Sainte-Ode de la ville d'Amay, à quelques kilomètres en amont de Liège, mettent au jour un sarcophage exceptionnel en pierre calcaire. Il est découvert sous le chœur par Jacques Willems, Eugène Thirion, Thomas Delarue et Freddy Ligot, archéologues du Cercle archéologique d'Hesbaye-Condroz.
Il est aujourd'hui exposé à l'endroit de sa découverte, devant le maître-autel de l'église, à environ trois mètres sous terre, conservé sous une plaque de verre et sur un plancher en plastique entretoisé afin de l'isoler de l'humidité et des champignons. Deux moulages intégraux ont été réalisés par le musée de Mayence en Allemagne. L’un est revenu au musée communal d’Amay et est conservé dans le cloître. L’autre est exposé à Mayence parmi les sculptures les plus importantes du Moyen Âge.

### Epigraphie
On peut lire sur le couvercle :
- « SCA Chrodoara » (« Ste Chrodoara »)

Une inscription rimée se lit sur sur le couvercle de tête :
- « CHRODOARA NUBELIS » (« Chrodoara noble »)
- « MAGNA ET INCLITIS EX SU/A » (« grande et illustre »)
- « SUBSTACIA DICTAVIT S(AN)C(T)O/ARIA » (« A doté de nombreux sanctuaires avec ses propres biens »).

### Figuration et décor
Sur le sarcophage, elle est représentée voilée : ce voile peut laisser supposer qu'elle était l'abbesse d'une petite communauté de type aristocratique, ou bien qu'elle était une veuve non remariée, statut qui impliquait à l'époque mérovingienne une forme de consécration par l'évêque et une vie religieuse domestique.
Le bâton est également le symbole du pouvoir abbatial. Un texte fait mention d'une certaine Rodoara, venue au VIIe siècle implorer saint Maximin à Trèves en raison d'une paralysie de la jambe. Si l'identité des deux femmes est avérée, alors le bâton serait en réalité une canne ou une béquille.
L'écriture ainsi que le décor du couvercle et des panneaux latéraux, constitué de motifs végétaux et d'entrelacs, sont comparables aux motifs décoratifs retrouvés à Metz ou Echternach.

## Identification

### Chrodoara et Ode
Les philologues ont démontré que les noms de familles germaniques du haut Moyen Âge étaient constitués d’une forme longue à valeur d’identification familiale. En pays mosan, plusieurs personnages illustres sont d’ailleurs connus avec le préfixe « Chrod » dans leur nom comme Chrodor, Chrodober. À la forme longue, un second nom de famille plus bref, parfois familier pouvait s’adjoindre. Il était utilisé dans la vie quotidienne : en l’occurrence Ode. Les historiens ont démontré aujourd’hui la filiation de Ode et Chrodoara : Ode est le diminutif de Chrodoara, appelée ainsi depuis le Xe siècle.

D'après la Vie de sainte Ode composée au XIIIe siècle, elle aurait épousé le duc d'Aquitaine Bodogisel. Devenue veuve en 589, elle aurait quitté la région pour s'installer à Amay où elle aurait consacré son temps et sa fortune à l'Église et à la charité. Elle est enterrée sous l'église d'Amay. Vingt ans plus tard, Hubert de Liège, évêque de Liège, aurait procédé à l'ouverture de sa sépulture auprès duquel de nombreux miracles se seraient accomplis. Une « odeur suave » se serait alors échappée de la tombe.

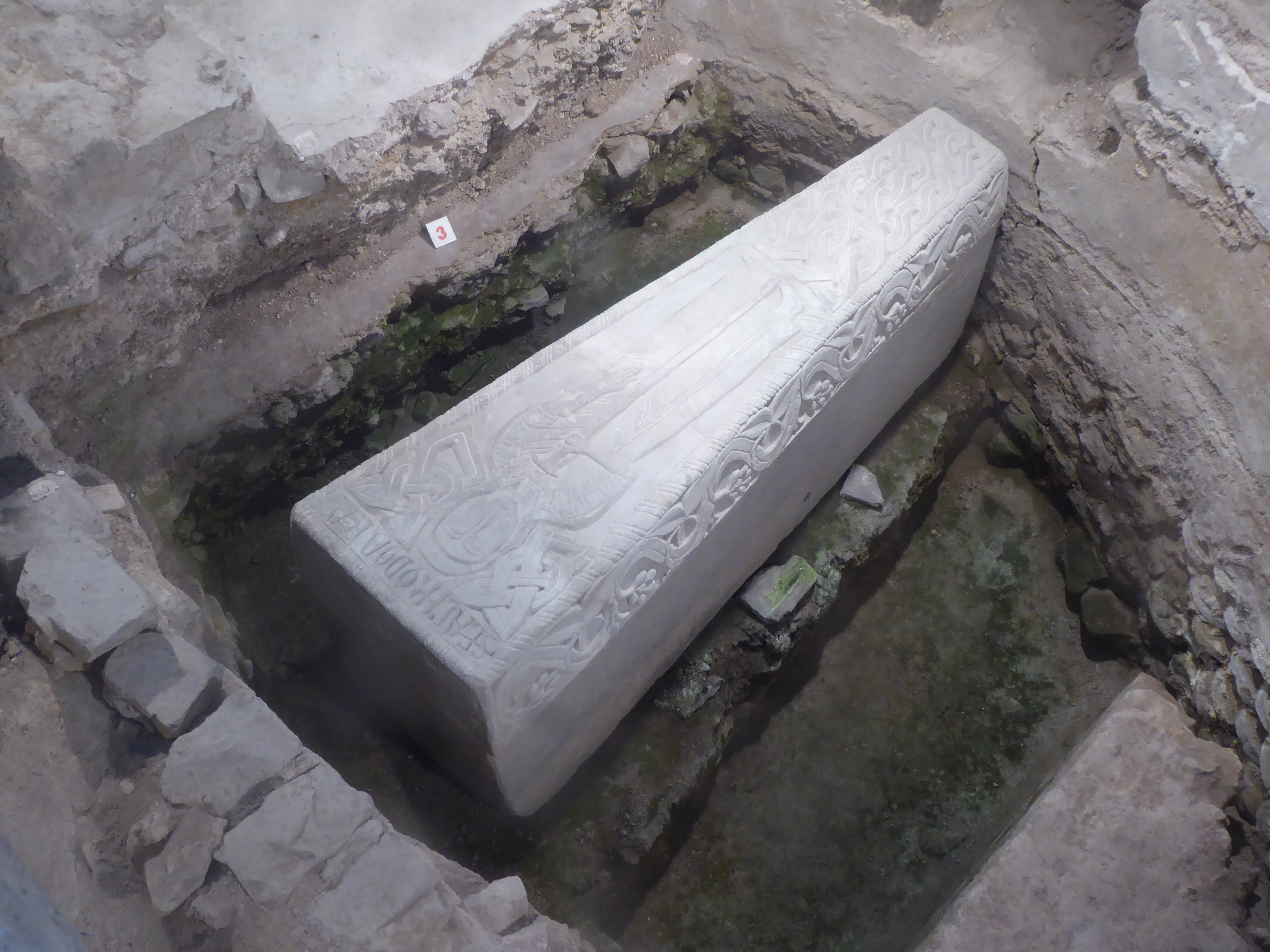
Sarcophage de Chrodoara.

### Testament de son neveu Adalgisel
Chrodoara aurait été inhumée dans l’église d’Amay d'après le testament de 634 de son neveu, Adalgisel-Grimmo, diacre de Verdun et probable oncle du duc Adalgisel. Adalgisel-Grimmo y déclare effectuer un legs à l’église Saint-Georges d’Amay dans laquelle repose sa tante paternelle, ce qui situe la mort de Chrodoara avant 634.
Chrodoara est issue des Chrodoïnides aux VIIe et VIIIe siècles, une des grandes familles de l’époque, localisée autour des fleuves du Rhin, de la Meuse et de la Moselle, et particulièrement à Trèves. La lignée des Chrodoïnides est fondée par un certain Chrodouin. Cette famille concurrence les Pippinides, dont sont issus les Carolingiens.

## Sanctification de Chrodoara

### Une première inhumation auVIIesiècle
Le décor datant du début du VIIIe siècle, le corps de Chrodoara n'a pas pu être déposé dans le sarcophage lors de ses funérailles. De plus, le terme de « saint » ou « sainte » n'est jamais donné immédiatement après la mort.

### Un sarcophage datant duVIIIesiècle
D'après la Vie de sainte Ode, l'élévation du corps (la reconnaissance formelle de la sainteté de la défunte) a lieu au début des années 730, durant l'épiscopat de Floribert de Liège. Cette célébration liturgique était destinée à mettre en valeur les vertus de ce saint personnage et à susciter une dévotion.
D’autres raisons corroborent aussi cette datation, à savoir :
1. La grande qualité d’exécution du couvercle conduit à penser que c’est une œuvre à situer fin VIIe - début VIIIe siècle, de par la complexité du décor, la maîtrise de la composition et la sûreté de la taille et de la gravure ;
2. La pratique funéraire de l’inhumation qui n’apparaît qu’à partir de la 2e moitié du VIIe siècle (650), voire début VIIIe siècle (avant incinération) ;
3. La graphie et la langue tendent à démontrer que le sarcophage est mérovingien :
  - La graphie typiquement mérovingienne (comparaison),
  - Le texte est écrit dans un latin évolué de type mérovingien, qui est une altération du latin classique : nubelis pour nobilis, substancia pour substantia, sanctoaria pour sanctuaria, inclitis pour inclita[2].

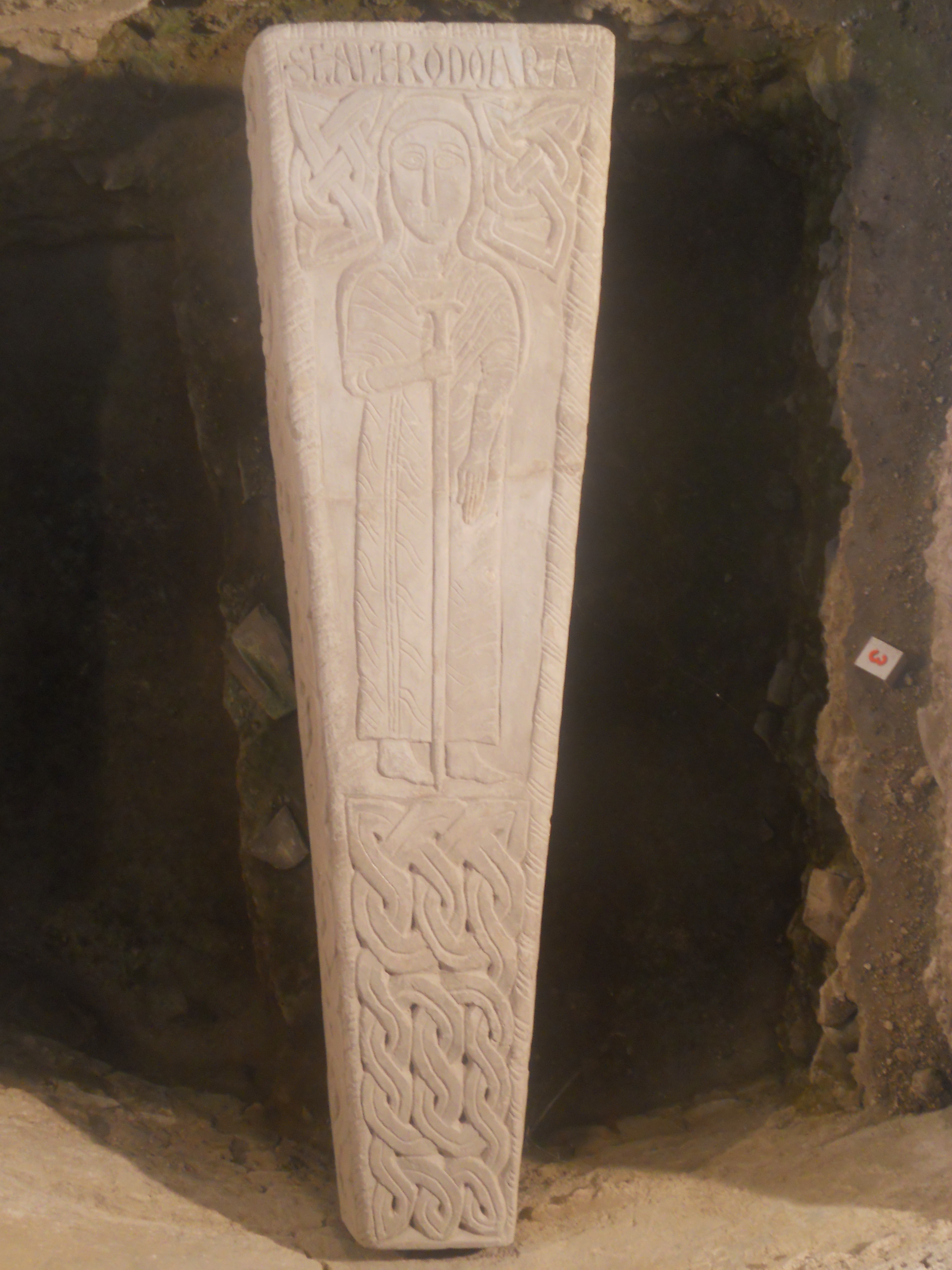
Sarcophage de Chrodoara, chœur de la Collégiale d'Amay (VIIIe siècle).

### Un sarcophage-reliquaire
Le sarcophage-reliquaire a donc sûrement été réalisé pour abriter les reliques de la nouvelle sainte, et destiné à être exposé à la vue des fidèles à l'intérieur de l'église d'Amay, d'où son décor sculpté. En effet, un sarcophage enfoui n’est pas décoré habituellement. L’inscription sur le sarcophage atteste cette thèse. On y lit le terme « sancta » désignant la défunte comme sainte et les caractéristiques essentielles de la vie du personnage, décrite comme noble, riche, puissante, et généreuse envers l’Église.
Au XIIe siècle (vers 1050-1100), peut-être avant d’après les dernières recherches, la mode des sarcophages en pierre ornée tend à disparaître. On préfère alors les « châsses » en orfèvrerie. Les restes de la fondatrice sont alors exhumés pour être placés dans plusieurs châsses successives. Le « vieux sarcophage-reliquaire » en pierre, devenu inutile est ainsi enfoui sous le chœur. C'est la raison pour laquelle le sarcophage est pratiquement vide au moment de sa découverte en 1977, hormis quelques objets et ossements. Parmi ces éléments, on retrouve surtout des fragments de verres, datés entre le VIIIe et IXe siècles au plus tôt et entre le XIIe et XIVe siècles au plus tard. La fourchette chronologique comprend donc la date du transfert de sarcophage-reliquaire en pierre à sa dernière châsse en orfèvrerie.